# Vallis Alpes
Vallis Alpes (česky Alpské údolí) je měsíční údolí, které protíná pohoří Montes Alpes. Má délku 166 km a od Mare Imbrium směřuje na východ - severovýchod k okraji Mare Frigoris. Údolí je na obou koncích úzké a podél středního úseku se rozšiřuje na maximální šířku asi 10 km. Selenografické souřadnice údolí jsou 49,21 ° S 3,63 ° V.
Dno údolí je ploché a zaplavené lávou. Středem údolí se táhne úzká klikatá brázda. Tato brázda je náročným cílem pro pozorování dalekohledem ze Země a je popsána jako „notoricky těžko rozpoznatelná“. Brázda je delší než samotné údolí, má délku 196,65 km ± 10,98 km, šířku 0,58 km ± 0,09 km a hloubku 77,69 m ± 28,07 m.

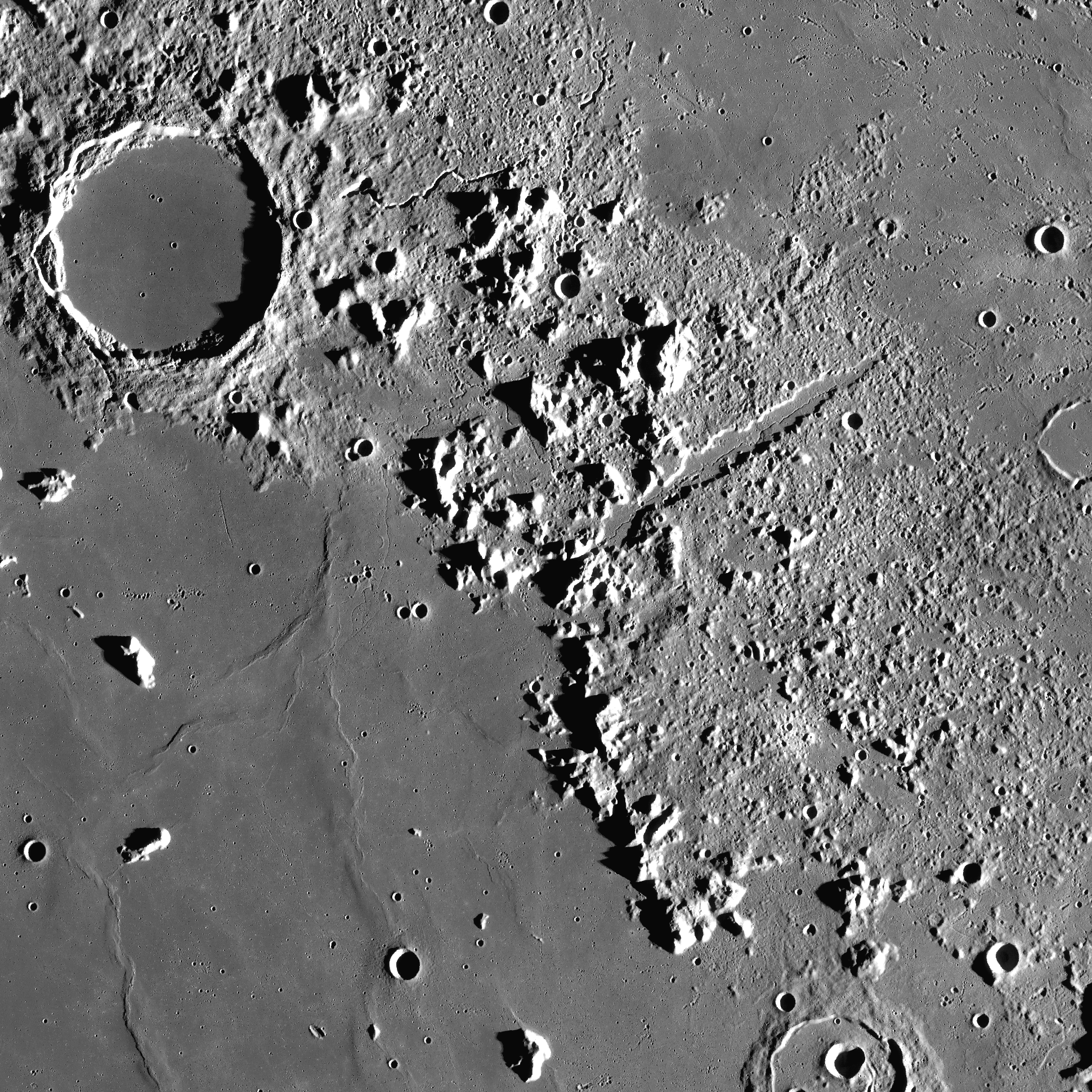

Stěny stoupají ze dna údolí do okolního horského terénu. Jižní stěna údolí je rovnější než severní stěna, která je mírně skloněná a nerovná. Drsnější okraje údolí leží na úzkém  jihozápadním konci, který protíná pohoří.

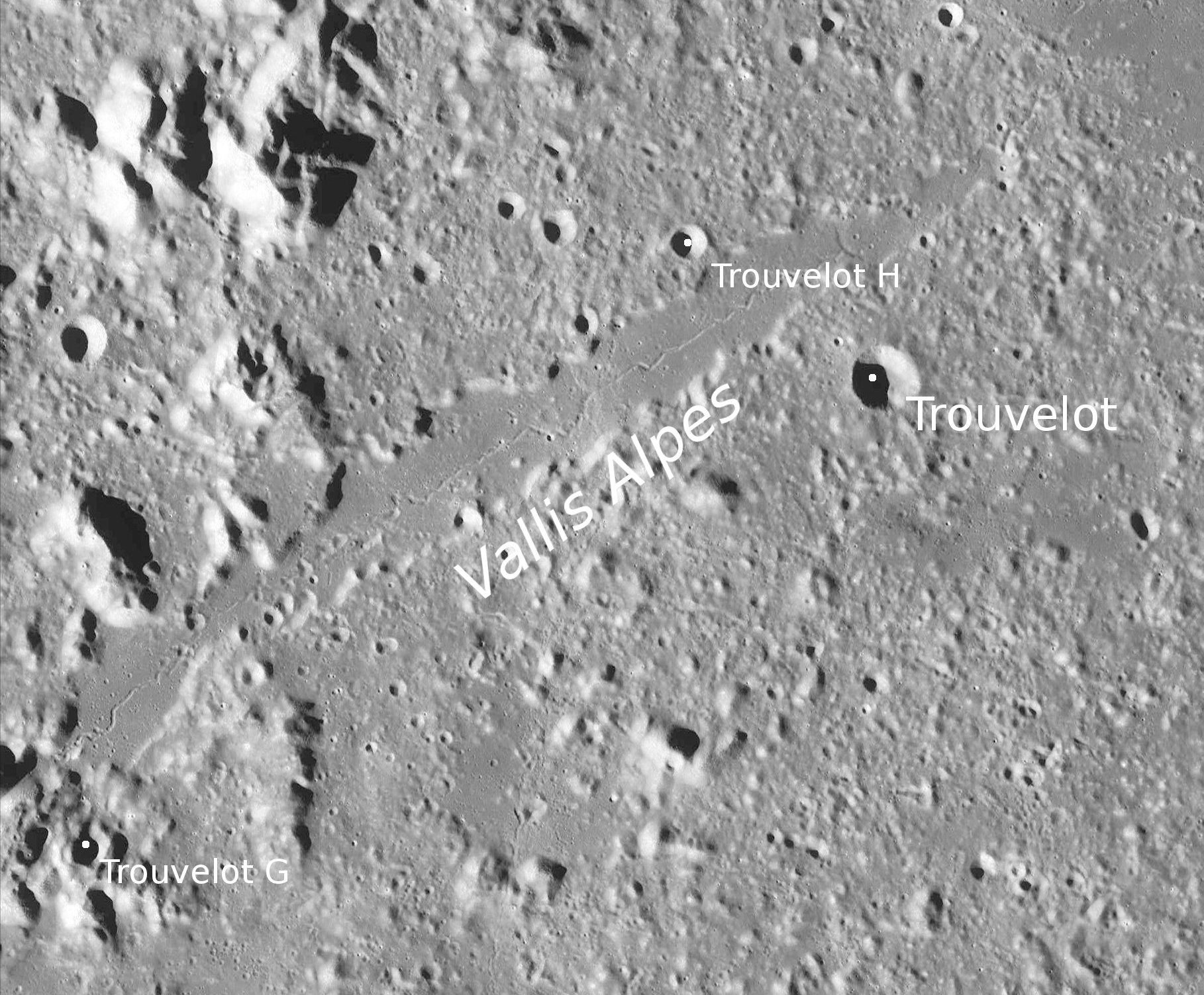

S největší pravděpodobností je toto údolí kaňonem, který byl následně zaplaven magmatem z Mare Imbrium a Mare Frigoris. Údolí však mohlo být vytvořeno napětím v důsledku expanze pláště nebo kontrakce po ztuhnutí regolitu. Podobá se jiným lineárním rysům v  Mare Imbrium a nárazová událost, která mohla vytvořit Mare Imbrium, mohla také vést k napětí v měsíční kůře a k vytvoření Vallis Alpes. Vytvoření tepelným nebo tahovým napětím jsou dvě možné příčiny tvorby tohoto údolí. 
Údolí bylo objeveno v roce 1727 Francescem Bianchinim. Název potvrdila Mezinárodní astronomická unie v roce 1961.